# Municipio de Mount Pleasant (condado de Adams)
El municipio de Mount Pleasant (en inglés, Mount Pleasant Township) es un municipio del condado de Adams, Pensilvania, Estados Unidos. Tiene una población estimada, a mediados de 2023, de 4730 habitantes.

## Geografía
Está ubicado en las coordenadas 39°40′30″N 77°06′29″O / 39.67500, -77.10806 (39.825134, -77.108137).

## Demografía
Según la estimación 2018-2022 de la Oficina del Censo, los ingresos medios de los hogares son de $78 725 y los ingresos medios de las familias son de $99 184. Alrededor del 11.0% de la población está por debajo de la línea de pobreza.